# 에티오피아구치쥐
에티오피아구치쥐(Mylomys rex)는 쥐과에 속하는 설치류의 일종이다. 에티오피아에서만 발견된다.

## 특징
꼬리 길이 175mm를 제외한 몸길이가 212mm인 보통 크기의 설치류다. 발 길이는 36mm이고 귀 길이는 22mm이다. 털은 거칠다. 등쪽은 갈색을 띠고 옆구리는 노랑-크림색 줄무늬가 들어가 있지만 배쫃은 희다.

## 생태
땅 위에서 주로 생활하는 육상성 동물이다.

## 분포 및 서식지
에티오피아 중부 지역 카파 근처에서 1905년 포획한 수컷의 피부 표본 한 점만이 알려져 있고, 표본은 런던 자연사 박물관에 보관되어 있다. 해발 약 1,800m 이하의 숲에서 서식한다.